# Sutanto Djuhar
Sutanto Djuhar ou Lin Wenjing (19 de março de 1928 – Fujian, 2 de julho de 2018) foi um empresário e bilionário chinês, indonésio. 

## Carreira
Em 2015, o Hurun Report classificou o como a pessoa mais rica em Fujian e mais ricos do mundo, com um patrimônio líquido de US$3,9 bilhões.

## Vida pessoal
Sutanto teve cinco filhos. Seu filho Tedy Djuhar é diretor do conselho de Primeira Pacífico.
Sutanto morreu em 2 de julho de 2018, em Fuzhou, na China, na idade de 90 anos.